# Молочный суп

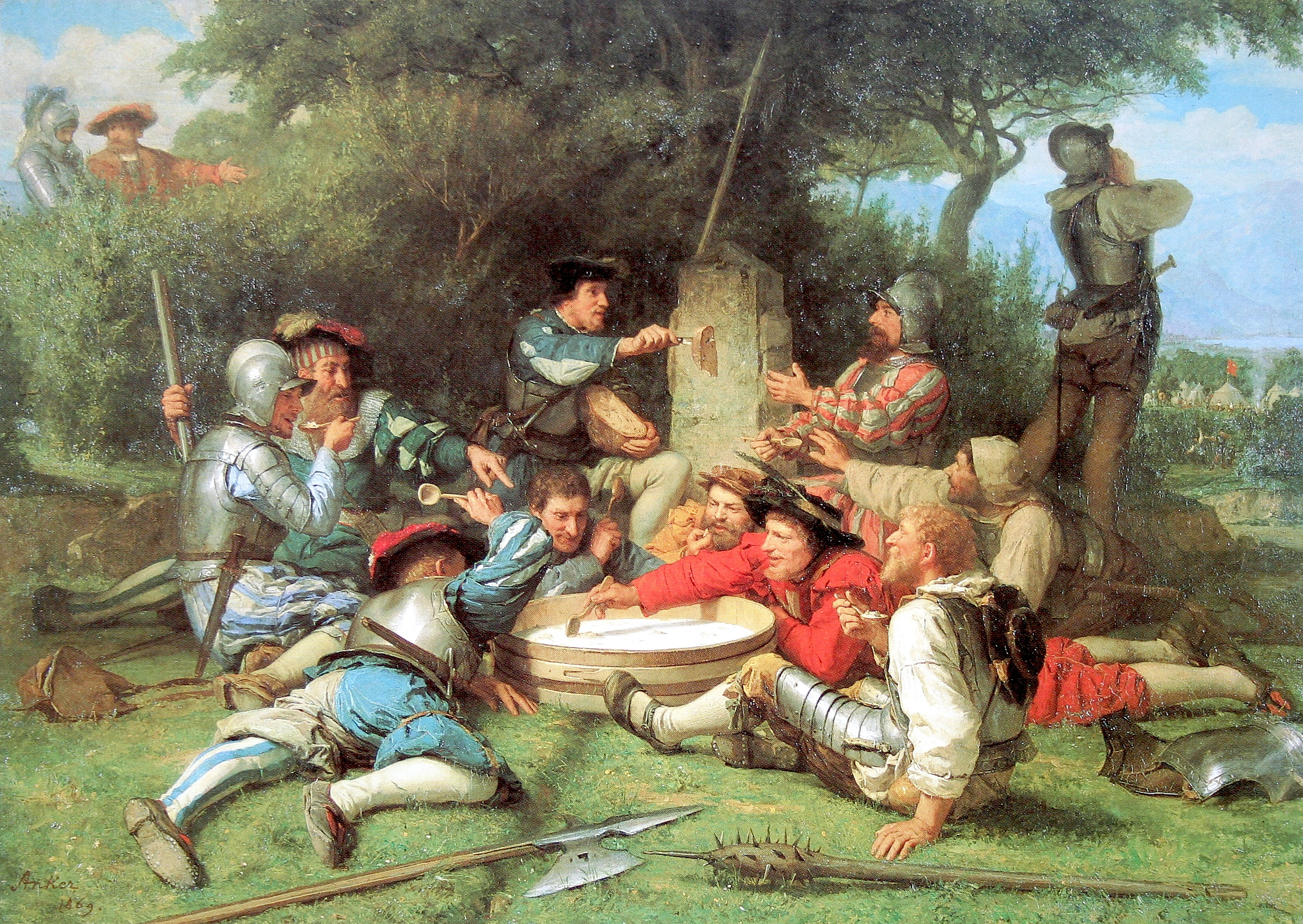
Альберт Анкер. Каппельский молочный суп. 1869

Молочный суп — жидкое горячее блюдо на цельном молоке или смеси молока и воды, а также с использованием сгущённого, стерилизованного без сахара и сухого молока. Гарнирной частью в молочных супах русской кухни выступают в различных сочетаниях свежие овощи, крупы и макаронные изделия, которые обычно предварительно отваривают до полуготовности в воде, а затем соединяют с горячим кипячёным молоком и варят до готовности. Молочные супы обычно подают в глубоких тарелках с порцией сливочного масла для аромата и во избежание образования пенки. Молочные супы относятся к блюдам быстрого приготовления.
Овощные молочные супы готовят с морковью, репой, картофелем, белокочанной, цветной, савойской и брюссельской капустой, а также фасолью, кабачками и тыквой. Репу и капусту для удаления горечи бланшируют, а тыкву припускают. Молочные супы часто готовят с клёцками и домашней лапшой. На молоке в Восточной Европе готовят затируху. В некоторых кухнях на молоке готовят рыбные супы, например, шотландский каллен скинк или финская молочная уха калакейтто. Баварские крестьяне издавна готовили осенний молочный суп с отварным картофелем на свернувшемся молоке, заваренном в кипятке с мукой. В Швейцарии совместное приготовление каппельского молочного супа, предположительно из хлеба и молока, способствовало заключению мира в Первой каппельской войне в 1529 году.
В русской литературе молочный суп фигурирует как диетическая еда для больных и недорогое блюдо. В 1818 году в письме А. И. Тургеневу заскучавший на лечении «на Ольвии» поэт К. Н. Батюшков живо интересовался делами Сверчка — А. С. Пушкина и высказывался, что «не худо бы его запереть в Геттинген и кормить года три молочным супом и логикою». В пьесе «Вишнёвый сад» А. П. Чехова Любовь Андреевна сокрушается по поводу своих бессмысленных трат, а ведь Варе приходится кормить всех из экономии молочным супом.